# 興業 (朱亨嘉)
兴业（1645年八月三日—二十五日），南明监国靖江王朱亨嘉的年号，使用了23日。雷亮功《桂林田海記》及光緒《臨桂縣志》卷十八《前事志》皆作朱亨嘉自稱監國，紀年用洪武二百八十七年。

## 西曆纪年對照表
| 兴业 | 元年   |
| ---- | ------ |
| 公元 | 1645年 |
| 干支 | 乙酉   |

## 同期存在的其他政權年號
- 中國
  - 順治（1644年—1661年）：清—世祖福臨之年號
  - 永昌（1644年—1645年）：大順—李自成之年號
  - 大順（1644年—1646年）：大西—張獻忠之年號
- 越南
  - 福泰 （1643年—1649年）：後黎朝—真宗黎維祐之年號
  - 順德 （1628年—1677年）：莫朝—莫敬完之年號
- 日本
  - 正保（1644年—1648年）：後光明天皇之年號

## 參看
- 中國年號索引
- 興業 (消歧義)